# Polygonum paronychioides
Polygonum paronychioides là một loài thực vật có hoa trong họ Rau răm. Loài này được C.A. Mey. miêu tả khoa học đầu tiên năm 1838.